# Chemin de fer de faible écartement

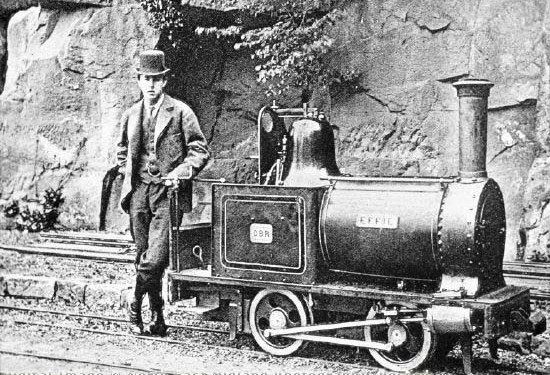
Effie Duffield, qui a fait construire un train miniature

Un chemin de fer de faible écartement utilise un écartement de 381 mm (15'), de 400 mm (15 3/4'), 406 mm (16'), 457 mm (18'), 500 mm (19 3/4') ou 508 mm (20'). La notion de chemins de fer à faible écartement a été initialement développée par Estate Railways et par la société française Decauville pour les chemins de fer industriels.

## Différence entre trains miniatures à passagers et chemin de fer de faible écartement
Les chemins de fer de faible écartement utilisent des voitures en vraie grandeur tandis que les trains miniatures à passagers utilisent des modèles réduits.

## Installations
| Ligne                                   | Écartement |
| --------------------------------------- | ---------- |
| Anacortes Railway                       | 457mm      |
| Bicton Woodland Railway                 | 457mm      |
| Chemins de fer de 15 pouces             | 381mm      |
| Geriatriezentrum Am Wienerwald Feldbahn | 500mm      |
| Ligne du jardin d'acclimatation         | 500mm      |
| Meadows and Lake Kathleen Railroad      | 457mm      |
| Petit train d'Artouste                  | 500mm      |
| Royal Arsenal Railway                   | 457mm      |
| Sand Hutton Light Railway               | 457mm      |
| Southern Fuegian Railway                | 500mm      |
| Steeple Grange Light Railway            | 457mm      |
| Chemin de fer touristique du Tarn       | 500mm      |
| Ferrier antique de Tannerre-en-Puisaye  | 500mm      |
| Petit train panoramique d'Émosson       | 600mm      |